# Вільна поверхня рідини
Вільна поверхня потоку або рідини (рос. свободная поверхность потока или жидкости; англ. liquid–gaseous interface in quiescent state; нім. freie Oberfläche f des Flusses oder der Flüssigkeit f, die im Ruhezustand m ist) — поверхня розділу між однофазною рідиною, що перебуває в стані спокою, й газоподібним середовищем. Розглядається у класичній гідродинаміці, гідравліці, фізико-хімічній гідродинаміці тощо.
Крива вільної поверхні потоку (рос. кривая свободной поверхности потока; англ. curve of free surface of flow; нім. Kurve f des freien Oberflächeflusses m) — лінія перетину вільної поверхні потоку з поздовжньою (відносно потоку) вертикальною площиною.